# Ușîțea, Korosten
Ușîțea (în ucraineană Ушиця) este un sat în comuna Bondarivka din raionul Korosten, regiunea Jîtomîr, Ucraina.

## Demografie
Componența lingvistică a localității Ușîțea
     Ucraineană (98,32%)
     Rusă (1,68%)
Conform recensământului din 2001, majoritatea populației localității Ușîțea era vorbitoare de ucraineană (98,32%), existând în minoritate și vorbitori de rusă (1,68%).